# Copelatus paryphes
Copelatus paryphes är en skalbaggsart som beskrevs av Guignot 1955. Copelatus paryphes ingår i släktet Copelatus och familjen dykare. Inga underarter finns listade i Catalogue of Life.